# Samuel Enderby & Sons
Samuel Enderby & Sons byla velrybářská a tuleňářská firma, sídlící v Londýně. Byla založena kolem roku 1775 Samuelem Enderby (1717 – 1797). Společnost vysílala výpravy nejen loveckého charakteru, ale také s objevitelskými ambicemi. Na jejich náklady odpluly z Evropy jedny z prvních expedic do antarktické a subantarktické oblasti. 

## Dějiny společnosti
V roce 1773 Samuel Enderby založil velrybářskou firmu Southern Fishery, která zásobovala kolonisty v Severní Americe a do Londýna dovážela z Nové Anglie velrybí olej. V roce 1775 bylo kvůli válce o nezávislost uvaleno na vývoz velrybího oleje z Nové Anglie embargo a Enderby tak přesunul své působiště do jižní části Atlantiku. O rok později založil novou firmu, Samuel Enderby & Sons, která získala flotilu dvanácti velrybářských lodí.
V roce 1785 měla společnost už sedmnáct lodí, ale kořisti ubývalo, jak byly velryby loveny bez jakýchkoli omezení. Enderbyové proto přesunuli svou pozornost na moře kolem Nového Zélandu. V letech 1786 - 1788 se jim podařilo proniknout i do jižního Pacifiku, který do té doby prakticky monopolně ovládala Východoindická společnost. Velrybářská loď Amelia, která vyplula z Londýna 1. září 1788, byla první lodí lovící v Jižním oceánu.
V roce 1791 už společnost vlastnila nebo měla v nájmu 68 lodí, které operovaly v subatarktické oblasti. Kromě loveckých výprav kapitáni často zaznamenávali i nové objevy pevniny v Jižním oceánu. Známé jsou zejména expedice vedené Johnem Biscoe v letech 1830 - 1833 a Johnem Balleny v letech 1838 - 1839.
Samuel Enderby zemřel v roce 1797, přičemž firmu převzal jeho syn Samuel (1756 – 1829) a po něm v roce 1829 jeho tři synové Charles, Samuel a George.
Charles Enderby v roce 1846 založil firmu Southern Whale Fishery Company, která měla zaštítit vznik velrybářské osady Enderby Settlement na Aucklandově ostrově. Tato kolonie byla založena v roce 1849 a kromě zemědělství žila i ze zásobování a drobných oprav projíždějících lodí. Kolonizace však nebyla úspěšná, osídlení bylo hned v roce 1852 opuštěno a Charles Enderby se v roce 1853 vrátil do Londýna. Nezdařený záměr podlomil rodinnému podniku nohy a firma zbankrotovala, zlikvidována byla v roce 1854. Charles Enderby zemřel v chudobě 31. srpna 1876.